# Tomislav Steinbrückner
Tomislav Steinbrückner (ur. 17 października 1966 w m. Petrijevci) – chorwacki trener piłkarski i piłkarz występujący na pozycji pomocnika, pochodzenia niemieckiego.
Wychowanek i wieloletni zawodnik NK Osijek, również trener tego klubu w latach 2008–2010 i 2013, ponadto trenował rezerwy Osijeku w 2016 oraz drużyny młodzieżowe (2011; 2017–2019). Ostatnio pełnił rolę pierwszego trenera NK BSK Bijelo Brdo, z którym osiągnął historyczne trzecie miejsce w sezonie 2020/2021 2. HNL i do końca walczył o awans do chorwackiej ekstraklasy.